# Suimanga de Macklot
El suimanga de Macklot (Leptocoma calcostetha) és un ocell de la família dels nectarínids (Nectariniidae).

## Hàbitat i distribució
Habita manglars, zones amb matolls i terres de conreu a la costa al sud de Myanmar, sud-est de Tailàndia, Cambodja, sud del Vietnam, Malaia, Sumatra, Borneo, Java, i petites illes adjuntes. Illes Filipines de Palawan i Balabac.